# Cevenny
Cevenny (francouzsky Cévennes) jsou pohoří ve Francii, tvořící jihovýchodní okraj Francouzského středohoří. Nejvyšším vrcholem je Mont Lozère, vysoký 1699 m. Zaujímá území departementů Gard, Lozère, Ardèche a Hérault, největším městem je Alès. Pramení zde řeky Loira, Allier, Tarn, Vidourle a Gard. Oblast leží na rozhraní kontinentálního a středomořského klimatu, což vede ke značným výkyvům počasí: léta bývají horká a suchá, v zimě dochází k častým povodním (tzv. épisodes cévenols).
Cevenny vznikly jako produkt hercynského vrásnění, náhorní plošiny a krasové oblasti se střídají s hlubokými údolími. Na jihovýchodě oddělují strmé svahy toto pohoří od údolí řeky Rhôny. Oblast je poměrně řídce osídlená, hlavním zdrojem obživy je pastevectví, v nižších polohách se pěstuje kaštanovník jedlý, cibule kuchyňská, réva vinná a morušovník, rozšířená byla i výroba hedvábí. V okolí La Grand-Combe se těžilo černé uhlí, těžba byla zastavena v osmdesátých letech 20. století. Významnými turistickými atrakcemi jsou jeskyně Grotte des Demoiselles, Aven Armand, soutěska Gorges du Tarn a horská silnice Corniche des Cévennes, nabízející efektní výhledy do kraje. Známé středisko zimních sportů bylo zřízeno v Prat Peyrot.
Původními obyvateli byli Galové, kteří kraj nazývali Cebenna, zřejmě z keltského základu kemn, což znamená hřbet. Žijí zde camisardové, potomci protestantů, kteří v tomto odlehlém kraji našli útočiště po hugenotských válkách. V letech 1702–1704 vypuklo v regionu velké povstání, které vedl Jean Cavalier, o němž napsal Eugène Sue stejnojmenný životopisný román. Pohoří vešlo do dějin také řáděním takzvané Gévaudanské bestie v polovině 18. století. Za druhé světové války se v nepřístupných údolích ukrývali partyzáni a Židé. V roce 1970 byl zřízen národní park Cévennes, s rozlohou 3 214 km² největší národní park metropolitní Francie.
Robert Louis Stevenson vydal roku 1879 cestopis Putování s oslicí po Cévennách. Hudební skladatel Vincent d'Indy nazval podle pohoří svoji symfonickou báseň Symphonie Cévenole.